# Thermocoagulatie
Thermocoagulatie (coaguleren = stollen) is een behandeling voor spataders, waarbij gebruik wordt gemaakt van een radiofrequentiesignaal. Dit signaal verwarmt de spatader, wat er uiteindelijk voor zorgt dat de spatader verdwijnt. Thermocoagulatie kan ook worden toegepast voor de behandeling van adertjes die zichtbaar zijn door rosacea en angiomen. Een thermocoagulatiebehandeling kan worden uitgevoerd door zowel een dermatoloog als een vaatchirurg.

## Endoveneuze thermocoagulatie
Het principe van thermocoagulatie kan ook worden toegepast op de 'grotere' spataders op de benen. Het radiofrequentiesignaal wordt verstuurd via een katheter die in de spatader wordt geplaatst. Het signaal wordt losgelaten aan de tip van de katheter waardoor de spatader stap voor stap verdwijnt. Endoveneuze (endo = binnen, vena = ader) thermocoagulatie kan worden toegepast voor de behandeling van collaterale, perforante, eticulaire spataders en de grote dij-ader.